# Spartaco Conversi
Spartaco Conversi (* 6. Oktober 1916 in Rom; † 7. Juni 1989 ebenda) war ein italienischer Schauspieler. Seinen ersten Filmauftritt hatte er 1946 in einer Nebenrolle in Desiderio von Roberto Rossellini, in den 1950er Jahren war er in einigen Abenteuerfilmen zu sehen. Vor allem in den 1960er Jahren spielte der mit guter Figur und darstellerischen Qualitäten versehene, meist bärtig auftretende Darsteller bis zu seinem Karriereende 1973 in zahlreichen Produktionen größere und meist kleinere Nebenrollen, darunter in zahlreichen Italowestern. Ein Pseudonym Conversis war Spean Convery, das wohl an Sean Connery gemahnen sollte.

## Filmografie (Auswahl)
- 1946: Desiderio
- 1965: Sancho – dich küßt der Tod (Sette magnifiche pistole)
- 1965: Johnny West und die verwegenen 3 (Johnny West il mancino)
- 1966: Django – Die Geier stehen Schlange (7 Dollari sul rosso)
- 1966: 3 Kugeln für Ringo (Tre colpi di Winchester per Ringo)
- 1966: Gern hab ich die Frauen gekillt (Spie contro il mondo)
- 1966: Mögen sie in Frieden ruh’n (Requiescant)
- 1966: Töte Amigo (Quién sabe?)
- 1967: Blutiger Staub (20.000 dollari sul 7)
- 1967: Django tötet leise (Bill il taciturno)
- 1967: Der Gehetzte der Sierra Madre (La resa dei conti)
- 1967: 100.000 verdammte Dollar (Voltati… ti uccido)
- 1967: Mehr tot als lebendig (Un minuto per pregare, un istante per morire)
- 1967: Das Todeslied von Laramie (Sette pistole per un massacro)
- 1967: Der Tod zählt keine Dollar (La morte non conta i Dollari)
- 1968: Django und die Bande der Gehenkten (Preparati la bara!)
- 1968: Ich bin ein entflohener Kettensträfling (Vivo per la tua morte)
- 1968: Leichen pflastern seinen Weg (Il grande Silenzio)
- 1968: Spiel mir das Lied vom Tod (C'era una volta il West)
- 1968: Die Stunde der Aasgeier (Carogne si nasce)
- 1968: Zum Abschied noch ein Totenhemd (Vendo cara la pelle)
- 1969: Sabata (Ehi amico… c'è Sabata, hai chiuso!)
- 1969: Quintana – Er kämpft um Gerechtigkeit (Quintana)
- 1969: Zorro alla corte d’Inghilterra
- 1970: Bataillon der Verlorenen (Uomini contro)
- 1970: Django und Sabata – wie blutige Geier (C’è Sartana… vendi la pistola e comprati la bara!)
- 1970: Das normannische Schwert (La spada normanna)
- 1970: Shangos letzter Kampf (Shango la pistola infallibile)
- 1970: Ein Zirkus und ein Halleluja (I vendicatori dell'Ave Maria)
- 1971: Tara Pokì
- 1973: Der Barmherzige mit den schnellen Fäusten (Sentivano… uno strano, eccitante, pericoloso puzzo di dollari)
- 1973: Partirono preti, tornarono… curati
- 1973: Der Schatz des Piraten (Simbad e il califfo di Bagdad)